# ماكوتو أودا (لاعب كرة قدم)
ماكوتو أودا (باليابانية: 網田 慎) (28 أبريل 1989 في كوماموتو في اليابان – )؛ هو لاعب كرة قدم ياباني سابق كان يلعب كمدافع.

## وصلات خارجية
- ماكوتو أودا على موقع رابطة كرة القدم اليابانية للمحترفين (اليابانية)
- ماكوتو أودا على موقع Soccerway.com (الإنجليزية)